# Åby (gmina Växjö)
Åby – miejscowość (tätort) w Szwecji, w regionie administracyjnym (län) Kronoberg, w gminie Växjö.
Według danych Szwedzkiego Urzędu Statystycznego liczba ludności wyniosła: 433 (31 grudnia 2015), 437 (31 grudnia 2018) i 425 (31 grudnia 2019).